# Pieve di San Lorenzo a Merse
La pieve di San Lorenzo a Merse è un edificio sacro situato a San Lorenzo a Merse, nel comune di Monticiano, nella provincia di Siena.
La pieve è ricordata dal 1108, e fu patronato dei Marescotti, come attesta la lastra tombale trecentesca che raffigura un cavaliere di quella famiglia. L'aspetto attuale è frutto di un restauro degli inizi del XX secolo. La facciata è ciò che rimane della costruzione più antica: la sagoma a capanna, il portale sormontato da una lunetta ad arco a tutto sesto, la monofora aperta nella parte più alta; il parato è in grosse pietre di calcare grigio, che nelle fasce decorative del portale si alternano a marmo verde di Vallerano. L'interno è a navata unica con copertura a capriate e abside. Tra gli arredi, una scultura lignea policromata raffigurante San Lorenzo, del XVI secolo, e una Visitazione con San Lorenzo, gruppo ligneo seicentesco di Pietro Montini.